# Liste der Umweltminister von Niedersachsen
Liste der Umweltminister von Niedersachsen.

## Umweltminister Niedersachsen (seit 1986)
| Name                                                | Amtsantritt                                      | Kabinett                       | Partei              |
| Minister für Umwelt                                 | Minister für Umwelt                              | Minister für Umwelt            | Minister für Umwelt |
| --------------------------------------------------- | ------------------------------------------------ | ------------------------------ | ------------------- |
| Werner Remmers                                      | 9. Juli 1986                                     | Albrecht V                     | CDU                 |
| Monika Griefahn                                     | 21. Juni 1990 23. Juni 1994                      | Schröder I Schröder II         | SPD                 |
| Wolfgang Jüttner                                    | 30. März 1998 28. Oktober 1998 15. Dezember 1999 | Schröder III Glogowski Gabriel | SPD                 |
| Hans-Heinrich Sander                                | 4. März 2003                                     | Wulff I                        | FDP                 |
| Minister für Umwelt und Klimaschutz                 |                                                  |                                |                     |
| Hans-Heinrich Sander                                | 26. Februar 2008 1. Juli 2010                    | Wulff II McAllister            | FDP                 |
| Minister für Umwelt, Energie und Klimaschutz        |                                                  |                                |                     |
| Stefan Birkner                                      | 18. Januar 2012                                  | McAllister                     | FDP                 |
| Stefan Wenzel                                       | 19. Februar 2013                                 | Weil I                         | Grüne               |
| Minister für Umwelt, Energie, Bauen und Klimaschutz |                                                  |                                |                     |
| Olaf Lies                                           | 22. November 2017                                | Weil II                        | SPD                 |
| Minister für Umwelt, Energie und Klimaschutz        |                                                  |                                |                     |
| Christian Meyer                                     | 8. November 2022 20. Mai 2025                    | Weil III Lies                  | Grüne               |